# Zeven Heerlijkhedenheide
De Zeven Heerlijkhedenheide of Hei der Zeven Heerlijkheden is een natuurgebied gelegen in de Belgische provincie Antwerpen, gemeente Mol. Het gebied is ongeveer 700 ha groot, ligt op minder dan 1 km afstand van de Nederlandse grens terhoogte van de gemeente Bergeijk en is ingeklemd tussen de weg N136, het stroompje Postels Vaartje, het gehucht Postel en de Steen der Zeven Heerlijkheden.

## Etymologie
Het gebied ontleent haar naam aan de Zeven Heerlijkheden streek, waarin het centraal gelegen is.